# Língua stellingwarfs
Stellingwarfs (em neerlandês:  Stellingwerfs) é uma forma do Baixo-saxão neerlandês falada em Ooststellingwerf e em Weststellingwerf na província Frísia e também em Steenwijkerland em Overijssel.
Stellingwarfs apareceu pela primeira vez no Almanaque Frísio de 1840.  Alguns escritores publicaram literatura na língua durante o século XIX e alguma prosa, poesia e peças teatrais foram escritas no século XX.
Na década de 70 uma revista em Stellingwarfs, "De Ovend" foi publicada e já havia aulas para adulto, Um dicionário Stellingwarfs-holandês foi publicado em 2004. Os serviços de Igreja são, por vezes, realizada em Stellingwarfs, existem alguns programas de rádio semanais e editoriais em jornais ena língua .
Stellingwarfs foi reconhecido oficialmente pelo governo dos Países Baixos, em 1996, na área da Baixa Saxónia.

## Geografia
Alguns incluem o dialeto Veenkoloniaals dentro da língua Stellingwarfs; Veenkoloniaals é falado na vila de Noordwolde, Frísia.
Assim como Het Bildt e Leeuwarden, Weststellingwerf e Ooststellingwerf estão entre as municipalidades da Frísia onde a língua Frísia Ocidental não é falada.

## Oficial
A língua foi reconhecida pelo governo dos Países Baixos em 1996 (como parte do Baixo-Saxão]]. 

## Inteligível
Stellingwarfs é facilmente inteligível para muitos dos falantes por neerdelandeses, havendo uma nova literatura na literatura.

## Escrita
O alfabeto latino usado pelo Stellingwarfs não apresenta as letras Q, X, Y e o C nunca aparece sem ser nas formas Ch e Sch; 
As vogais, exceto o I, podem ser usadas simples ou duplas (longas). São usados os ditongos Ae, Ao, Ai, Ei, Eu, Ie, I’j, Ij, Oe, Ou, Ow, Ui, Uui, Uj. Usa-se o Ö.

## Amostra de texto
Grafia neerlandesa
Et doempien hadde zien nust in et waegenhokke. Op een keer weren beide oolden uutvleugen. Ze hadden eten haelen wild veur de jongen en hadden de jonkies hielendal allienig laoten.
Grafia AS
Et duumpyn hadde syn nüst in et waegenhokke. Op een keer weren beyde olden uyt-vloegen. Se hadden eten haelen wild voer de jungen en hadden de jungkys hiilendal aliinig laoten.
Grafia alemã
Et Duumpien hadde sien Nöst in et Wägenhocke. Op een Kehr weren bede Oolden ütflögen. Se hadden Eten hälen willt för de Jongen en hadden de Jonkies hielendal allienig låten
Tradução
Era uma vez uma carriça que tinha feito seu ninho em uma garagem. Ela vivia lá com sua família. Um dia, ela e seu companheiro saíram para procurar alguma comida para levar seus filhotes, deixando as aves jovens sozinhas.